# Poecilotheria rufilata
Poecilotheria rufilata là một loài nhện trong họ Theraphosidae.